# Tyspanodes linealis
Tyspanodes linealis is een vlinder uit de familie van de grasmotten (Crambidae), uit de onderfamilie van de Spilomelinae. De wetenschappelijke naam van deze soort is voor het eerst voorgesteld als Propachys linealis door Frederic Moore in een publicatie uit 1867.
De soort komt voor in India (West-Bengalen), Nepal, Bhutan, Sri Lanka, de Andamanen, China en Australië.